# Покровка (Наумовский сельсовет)
Покровка (баш. Покровка) — деревня в Стерлитамакском районе Башкортостана, входит в состав Наумовского сельсовета.

## Население
| 2002 | 2009 | 2010 |
| ---- | ---- | ---- |
| 445  | ↗507 | ↗562 |

Национальный состав
Согласно переписи 2002 года, преобладающие национальности — русские (41 %), чуваши (36 %).

## Географическое положение
Находится на правом берегу реки Ашкадар.
Расстояние до:
- районного центра (Стерлитамак): 10 км,
- центра сельсовета (Наумовка): 3 км,
- ближайшей ж/д станции (Стерлитамак): 10 км.

## Известные уроженцы
- Басманов, Гавриил Иванович (18 августа 1920 — 1 марта 1945) — участник Великой Отечественной войны, Герой Советского Союза (1943)[5].